# Tabanus amamiensis
Tabanus amamiensis är en tvåvingeart som beskrevs av Hayakawa, Suzuki och Nagashima 1981. Tabanus amamiensis ingår i släktet Tabanus och familjen bromsar. Inga underarter finns listade i Catalogue of Life.